# 2011년 두산 베어스 시즌
2011년 두산 베어스 시즌은 두산 베어스가 KBO 리그에 참가한 13번째 시즌으로, OB 베어스 시절까지 합하면 30번째 시즌이다. 김경문 감독이 팀을 이끈 8번째 시즌이었으나, 중도 사퇴하여 김광수 감독 대행이 남은 시즌을 맡았다. 손시헌이 주장을 맡았으며, 팀은 여러가지 악재가 겹쳐   8팀 중 정규시즌 5위에 그쳐 2006년 시즌 이후 5년 만에 포스트시즌 진출에 실패했다. (두산이 망신 당한 이후 삼성은 2006년 이후 5년만에 우승을 했다.)
한편, 외국인 좌완투수 오달리스 페레스를 영입할 예정이었으나   입단 테스트를 씹고 연락을 끊어 버리자 또다른 외국인 좌완 라미레스를 뒤늦게 합류시켰다.
그 결과 라미레스는 시범경기에서 2경기 2패 ERA 23.63으로 무너졌고   이로 인해 선발 경쟁에서 밀리며 2군으로 내려갔고 시즌이 개막한 후 2군에서도 컨디션을 회복하지 못하여 1군에서 단 한 경기도 출전하지 못한 채 4월 퇴출됐으며 두산은 라미레스의 대체 선수로 요코하마 출신의 좌완 브렌트 리치를 영입할 예정이었지만   '제한 선수'로 묶여 불발됐다.
게다가,  두산은 쓸만한 좌완투수 보강을 위해 전년도인   2010년 야심차게 영입했지만  2011년까지 2년 연속 2선발승에 그친 이현승이  2011년 시즌 후 상무에 입대한 데다 2011년 일본에서 돌아온 이혜천이 같은 해  7월 수비 연습 도중 펑고 타구에 맞아 왼 손등 골절상을 당하여 시즌을 일찍 마감한 충격 탓인지 부진의 늪에서 벗어나지 못해  쓸만한 좌완투수 갈증에 시달려 2011년 정규시즌 5위에 그친 데다 2012년 3위로 진출한 준플레이오프에서 4위 롯데에게 1승 3패로 져 탈락했다.

## 타이틀
- 야구 월드컵 국가대표: 김재환
- KBO 페어플레이상 : 김선우
- 조아제약 프로야구대상 기량발전상: 김선우
- 올스타전 추천선수 : 니퍼트, 김선우, 양의지, 오재원, 김현수
- 스포츠조선 선정 구단 사상 용병 베스트 3: 우즈 (1위), 리오스 (2위), 히메네스 (3위)
- 컴투스프로야구 선정 해설위원 전성기 라인업: 김선우
- 3루타 : 정수빈 (8)
- 도루 : 오재원 (46)
- 투수 WAR : 니퍼트 (6.05)
- 퀄리티 스타트 : 니퍼트 (19)
- 투구 수 : 니퍼트 (3118)
- 땅볼 유도 : 김선우 (240)
- 도루 저지 : 양의지 (52)

### 퓨처스리그
- 퓨처스 올스타 : 안규영, 김동한, 이두환, 이현민

## 선수단
- 선발투수 : 니퍼트, 김선우, 이용찬, 최현진, 홍상삼
- 구원투수 : 정재훈, 김태영, 고창성, 김강률, 이현승, 김승회, 장민익, 노경은, 양현, 이현호, 김창훈, 정대현, 조승수, 김성배, 이혜천, 안규영
- 마무리투수 : 임태훈, 서동환, 박정배, 페르난도
- 포수 : 양의지, 최승환, 용덕한
- 1루수 : 최준석
- 2루수 : 오재원, 안동현, 고영민
- 유격수 : 손시헌, 김동길, 김재호
- 3루수 : 윤석민, 이원석
- 좌익수 : 김현수
- 중견수 : 이종욱, 유재웅
- 우익수 : 정수빈, 임재철, 이성열
- 지명타자 : 김동주, 김재환, 정진호

## 여담
- 이 시즌에 프로야구 창설 30주년을 맞아 1982년 우승 멤버들에게 우승 반지를 수여했다. 참고로 KBO 리그에서 우승 반지는 1994년부터 지급되었기에 1982년 우승 멤버들은 우승 당시엔 우승 반지를 받지 못했다.
- 이현호는 이 시즌까지 통산 피안타율 1.000으로 KBO 리그 역대 10대 투수 최고 기록을 세웠다.
- 2012 2차 드래프트 1라운드에서 오장훈을 지명하여 구단 사상 최초의 2차 드래프트 지명자가 되었다.
- 김동주는 2009년부터 이때까지 KBO 리그 내 최고 연봉자였다.

## 같이 보기
- 2012년 두산 베어스 시즌